# Bosta (Baranya)
Pour les articles homonymes, voir Bosta.
Bosta est un village et une commune du comitat de Baranya en Hongrie.